# パルテノン神殿
座標: 北緯37度58分17秒 東経23度43分36秒 / 北緯37.97152度 東経23.72659度
パルテノン神殿（パルテノンしんでん、希: Παρθενών, ローマ字: Parthenon）は、古代ギリシア時代にアテナイのアクロポリスの上に建設された、アテナイの守護神であるギリシア神話の女神アテーナーを祀る神殿(en)である。紀元前447年に建設が始まり、紀元前438年に完工、装飾等は紀元前431年まで行われた。パルテノン神殿はギリシア古代(en)建築を現代に伝える最も重要な、ドーリア式建造物の最高峰と見なされる。装飾彫刻もギリシア美術の傑作である。この神殿は古代ギリシアそして民主政アテナイ(en)の象徴であり、世界的な文化遺産として世界遺産に認定されている。神殿は完全な新築ではなく、古来パルテノン(en)と呼ばれるアテーナーの神殿があったが、紀元前480年のペルシア戦争にて破壊された後に再建され、当時あった多くの神殿と同様にデロス同盟、そして後のアテナイ帝国の国庫として使われた。6世紀にはパルテノン神殿はキリスト教に取り込まれ、生神女マリヤ聖堂となった。オスマン帝国の占領(en)後の1460年代初頭にはモスクへと変えられ、神殿内にはミナレットが設けられた。1687年9月26日、オスマン帝国によって火薬庫として使われていた神殿はヴェネツィア共和国の攻撃によって爆発炎上し、神殿建築や彫刻などはひどい損傷を受けた。1806年、オスマン帝国の了承を得た第7代エルギン伯トマス・ブルースは、神殿から焼け残った彫刻類を取り外して持ち去った。これらは1816年にロンドンの大英博物館に売却され、現在でもエルギン・マーブルまたはパルテノン・マーブルの名で展示されている。ギリシア政府はこれら彫刻の返却を求めているが、実現には至っていない。ギリシア文化・観光庁(en)は、パルテノン神殿の部分的な破壊の修復や保全など、後世に伝えるための再建計画を実行した。パルテノン神殿のある丘の下は、世界ラリー選手権（WRC）の一戦、アクロポリス・ラリーのスタート地点としても有名である。

## 呼称
「パルテノン」の名称はギリシア語の「παρθενών」（処女宮）から来ており、パルテノン神殿内にはその名称がつけられる由来となった特別な部屋が備えられていたという。ただし、その部屋がどこか、また何故そのように呼ばれたのかという点には諸説ある。古典ギリシア語辞典 (LSJ) では、この部屋は西の房にあったと言い、ジェフリー・M・ヒューイットは、パンアテナイア祭(en)でアレフォロス(en)が仕立てたペプロスをアテーナーに献上するため、4人の少女が服を選ぶ部屋だと述べた。クリストファー・ペリングは、アテーナー・パルテノス（処女のアテーナー）(en)への信仰は個別的なアテーナー崇拝から起こり、密接に関連しながらも同一化することなく、やがて守り神としてのアテーナー信仰となったと主張した。この考えによれば、「パルテノン」は「処女神の宮殿」と意味し、アテーナー・パルテノスへの信仰との関連性を持つことになる。「乙女、少女」であると同時に「処女、未婚の女性」を意味し、特に野獣・狩り・植物の女神アルテミスを指して使われる「parthénos」（ギリシア語: παρθένος）が、戦略と戦術・手芸そして実践理性を司るアテーナーに冠せられている理由も不明瞭である。その一方で、宮殿の名称が「処女」を暗示する点については、都市の安全を祈願するために処女が最高の人身御供にされたことに関連すると指摘した意見もある。
この建造物全体を「パルテノン」と形容する最初の例は、紀元前4世紀の演説者デモステネスに見られる。ただし5世紀の例では、ただ単に「ホ・ナーオス」（ὁ ναός 「神殿」）と呼ばれた。神殿を建築したイクティノスとカリクラテスは、今は失われた文書でこの建築物を「ヘカトンペドス」（Ἑκατόμπεδος 「百の足をもつもの」）と呼んでいたと言われる。1世紀にプルタルコスは「ヘカトンペドン・パルテノン」と表記し、4世紀以降にはヘカトンペドス、ヘカトンペドン、パルテノンの呼称がそれぞれ使われた。

## 建設

パルテノン神殿の間取り図

現在のパルテノンに当たる聖域にアテーナー・パルテノスを祀った神殿を建てようという最初の尽力は、マラトンの戦い（紀元前490年‐紀元前488年）が終わった直後に始められた。アクロポリスの丘の南側に、強固な石灰岩の基礎が敷き並べられ、アテーナー・ポリアス（都市の守護神アテーナー）の古風な神殿の建設が始まった。しかし、この古パルテノン(en)と言及される建築物は紀元前480年にアケメネス朝が侵攻しアテナイの都市を破壊し尽くした時も未だ建設途上にあった。
紀元前5世紀中頃、デロス同盟が成立した時にはアテナイは当時の文化的な中心を担っており、政権を掌握したペリクレスは野心的な建築計画を立案した。アクロポリスの丘に現存する重要な建築物であるパルテノン神殿やプロピュライア、エレクテイオン、アテナ・ニケ神殿は当時に建立されたものである。パルテノン神殿は彫刻家ペイディアス（フィディアス）指導のもと建設され、彫刻装飾も彼の手で施された。建築家イクティノスとカリクラテスが紀元前447年に施工を開始し、紀元前432年にはほぼ完了したが、装飾の製作は少なくとも紀元前431年までは継続されていた。
パルテノン神殿建設への支出明細が一部残っており、それによるとアテナイから16km離れたペンテリコン山(en)から切り出した石材（大理石）が使われて、アクロポリスまでの運送に多額の経費が掛かった。この資金の一部には、紀元前454年にデロス島からアクロポリスに移されたデロス同盟の宝物が宛がわれた。
ドーリア式を伝える神殿で、現存するものの中ではヘファイストス神殿(en)が最も往時の形を残しているが、建設当時のパルテノン神殿は最高峰の建築だった。ジョン・ジュリアス・クーパー(en)は、「（パルテノン神殿は）今まで建設された全ての中で無二のドーリア式建築物という評に浴している。古代のものでありながら、その建築にそなわる気品は伝説的でもあり、特にスタイロベートの湾曲、テーパがつけられたナオス（本殿）(en)の壁、エンタシスの円柱などが巧みな調和を醸している。」と評した。「エンタシス」とは、上に向かうにつれ大きくなる円柱のわずかな膨らみを指し、パルテノン神殿のそれは先例の葉巻のような形状に比べれば変化は少ない。円柱が立つスタイロベートは、他のギリシア神殿と同様にほんの少し上に凸の放物線状の形をなしており、これは雨を排水する意図が盛り込まれている。この形からすると円柱上部は外向きに開いているのではと思いがちだが、実際には内側へわずかに傾いて立てられている。柱はどれも同じ長さをしており、そのためアーキトレーブや屋根もスタイロベート上部と同様な湾曲があり、ゴーハム・スティーブンスは神殿の西側前面が東側よりもわずかに高くなっている点と併せて「全てが繊細な曲線を構築する規則に従っている」と指摘した。このような設計に含まれた意図について、「光がもたらす気品」を狙ったという説もあるが、一種の「錯覚による逆説的効果」を狙ったと考えられる。2本の平行線を描く柱を見上げた時、梁などの水平部分がたわんでいるか両端が曲がっているかのように見え、神殿の全景を概観すると、まるで天井や床が歪んでいる錯覚を覚えてしまう事をギリシア人は意識していた可能性がある。これを避け、神殿が完全に見えるように設計者はわざと曲線を加え、錯覚を補う意図があったものと考えられる。そして、直線だけで構成された単純かつ凡百の神殿と差別化する躍動感をパルテノン神殿に与えたという説もある。
パルテノン神殿などアクロポリスの建造物には、黄金比に基づいて建設されたものが複数存在するという研究報告がある。パルテノン神殿の正面全貌は各要素ともども黄金長方形で囲われている。この、設計に黄金比が用いられた事象についてはさらに近年研究が進み、神殿に見られると言われていた黄金比は後付の都市伝説であって、実際には正確な比率になっていない。
スタイロベートを測定した結果から、パルテノン神殿の基盤は長さ69.5m（228.0フィート）、幅30.9m（101.4フィート）である。胞室(en)は長さ29.8m（97.8フィート）、幅19.2m（63.0フィート）であり、内部には屋根を支える2列の柱が立てられている。外周にあるドーリス式円柱は直径1.9m（6.2フィート）、高さ10.4m（34.1フィート）であり、四隅の円柱は若干大きい。柱の合計は外周に46本、内部に19本ある。この際、威容を持たせるため正面の柱が通常6本のところ8本にされたとの説もある。スタイロベートは東西の端で60mm（2.36インチ）、南北で110mm（4.33インチ）上向きに湾曲している。屋根は大きな大理石の平瓦と丸瓦(en)で葺かれている。
パルテノン神殿に使われる石材は、円柱のドラム1個当たりが5-10トン、梁材は15トン程度の重量であった。これらは高い加工が施され、例えば円柱ドラムの接合面にある凸凹は1/20mm以下に抑えられ、面接合の密着精度は1/100mm以下であり、エジプトのピラミッドのように調整用モルタルは使われていない。この精度は、検査用の塗料を塗った円盤を用意し、接合面と円盤を摺り合わせて凸面を検出し磨く作業を繰り返して実現した。石材の吊り上げには滑車と巻き上げ装置を備えたクレーンが実用化されており、これに対応するため石材にも吊り上げ時に綱を引っ掛ける突起や溝をつける加工が行われた。

## 彫刻

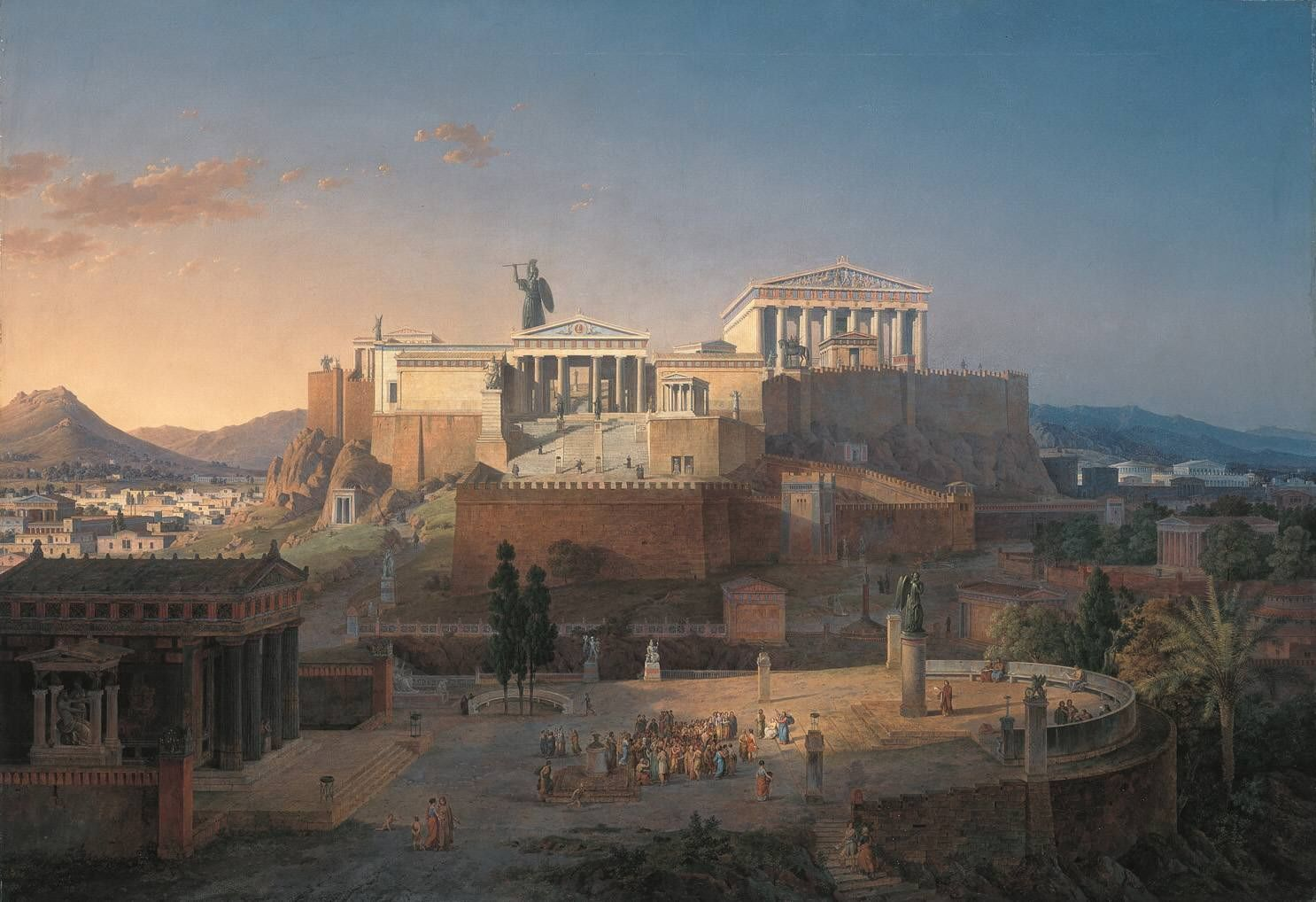
アクロポリスの再建とアテナのアレイオス・パゴス、レオ・フォン・クレンツェ画、1846年

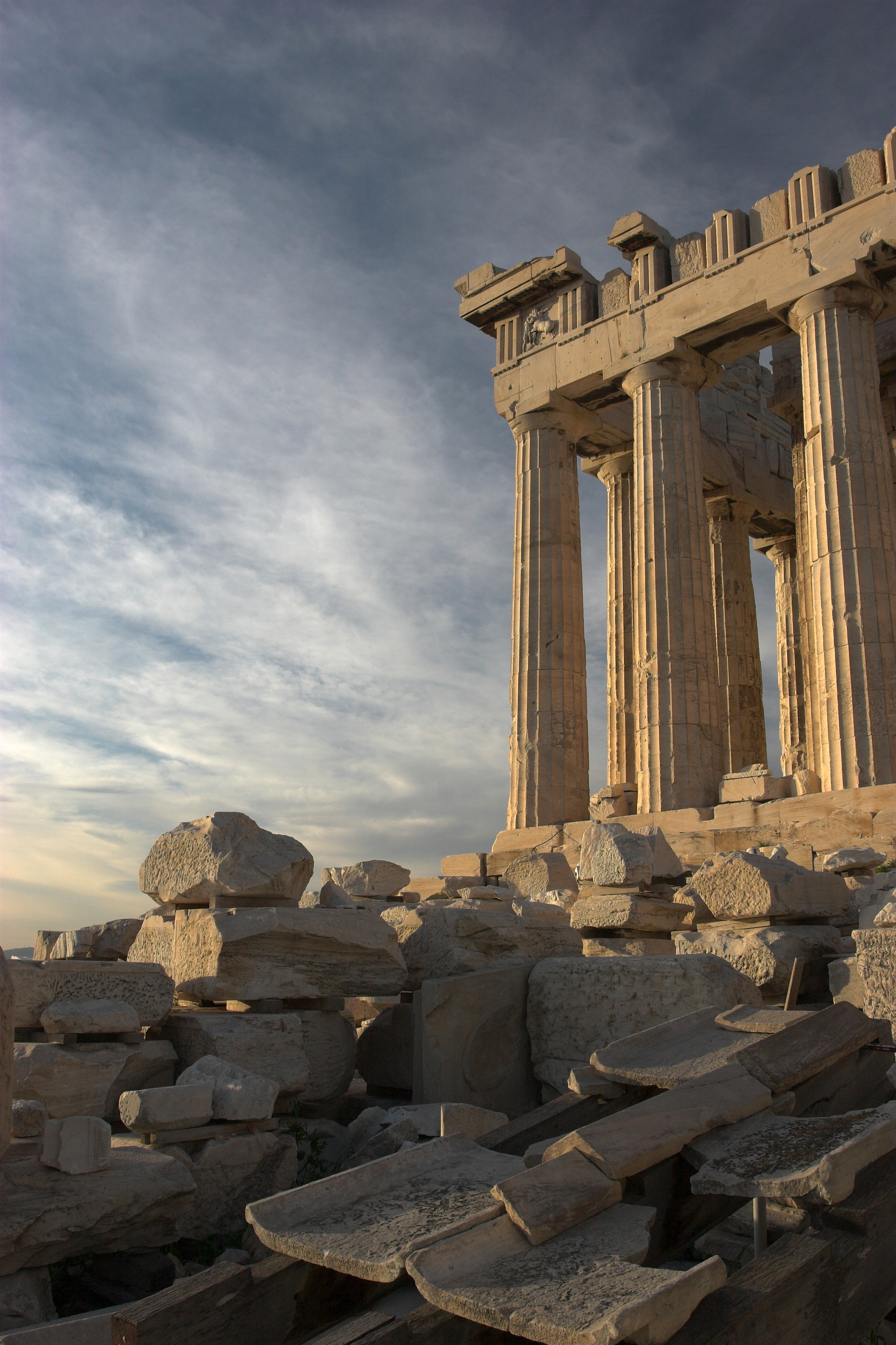
南側から見たパルテノン神殿。手前には大理石の平瓦と丸瓦があり、再建用に木枠の上に仮組みされた様子が見られる

ローマの六柱式(en)そして周柱式(en)を持ち、イオニア式の建築様式も備えるドーリア式神殿であるパルテノン神殿には、ペイディアスが製作し紀元前439年か翌年に献納されたアテーナー・パルテノスのクリスエレファンティン（彫像）(en)があった。当初、装飾の石の彫刻には彩色が施されていた。神殿がアテーナーを奉るようになったのはこの頃からであるが、建設そのものは紀元前432年のペロポネソス戦争勃発の頃まで続いた。紀元前438年までには外側の列柱上にある小壁と胞室上の壁の一部にあるイオニア式小壁にドーリア式の彫刻装飾が施された。これらの彫刻は神殿を豪華に飾り、宝物庫としての役割にふさわしさを与えた。胞室の奥にあるオピストドモス (opisthodomus) と呼ばれる部屋にはアテナイを盟主とするテロス同盟が拠出した宝物が納められた。日本のテレビ番組「日立 世界・ふしぎ発見!」ではパルテノン神殿にプロジェクションマッピングで色彩を施した。

### メトープ

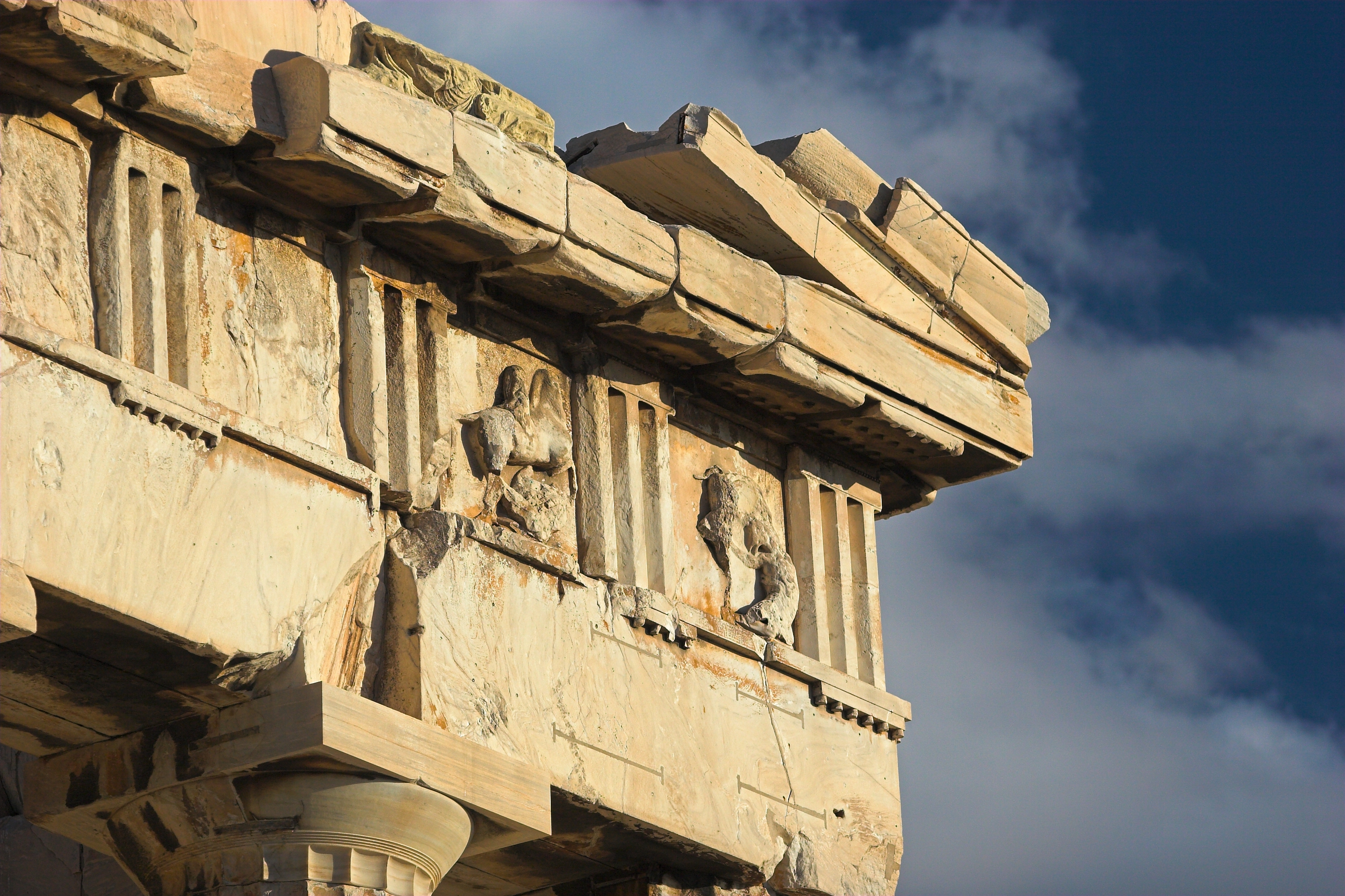
西側のメトープ。作成されてから2500年を経て、戦争、汚染、不充分な保全、略奪そして破壊を受け現在に至る。

パルテノン神殿には72枚の高浮かし彫りメトープ（長方型の彫刻小壁）(en)がある。この様式は従来、神に捧げる奉納の品を納める建物にのみ用いられていた。建築記録によると、これらは紀元前446年から440年の間に製作されたとあり、彫刻家のカラミス (Kalamis) がデザインしたと考えられる。パルテノン神殿正門玄関の上に当たる東側のメトープは、オリンポスの神々が巨人と戦ったギガントマキアーを主題としている。同様に、西端のメトープはアテナイ人とアマゾーンの戦い(英語版)、南側はラピテース族がテーセウスの助けを受けて半人半獣のケンタウロスと繰り広げた戦い(en)がモチーフとなっている。北面の主題は「トロイアの落城」である。
メトープの13番から21番は失われてしまったが、1674年にフランスのトルコ大使ノワンテル侯爵に随行した画家のジャック・カレイ(en)が描いた絵があり、アテナイ初期の神話などにあるラピテース族の結婚にまつわる伝説が描かれている。保存状態が悪い北面のメトープには、イーリオスの陥落の故事が彫られたと思われている。
メトープは、身体運動を筋肉でなく輪郭で制限している戦士の表情や、ケンタウロスの伝説(en)像において静脈まで忠実に表現した様を分析した結果から、厳格様式(en)を現在に伝えるものと判断された。神殿に残されたメトープは北側のものを除きどれも酷く痛んでしまった。外されたものはアクロポリス博物館や大英博物館、ルーヴル美術館に保管されている。

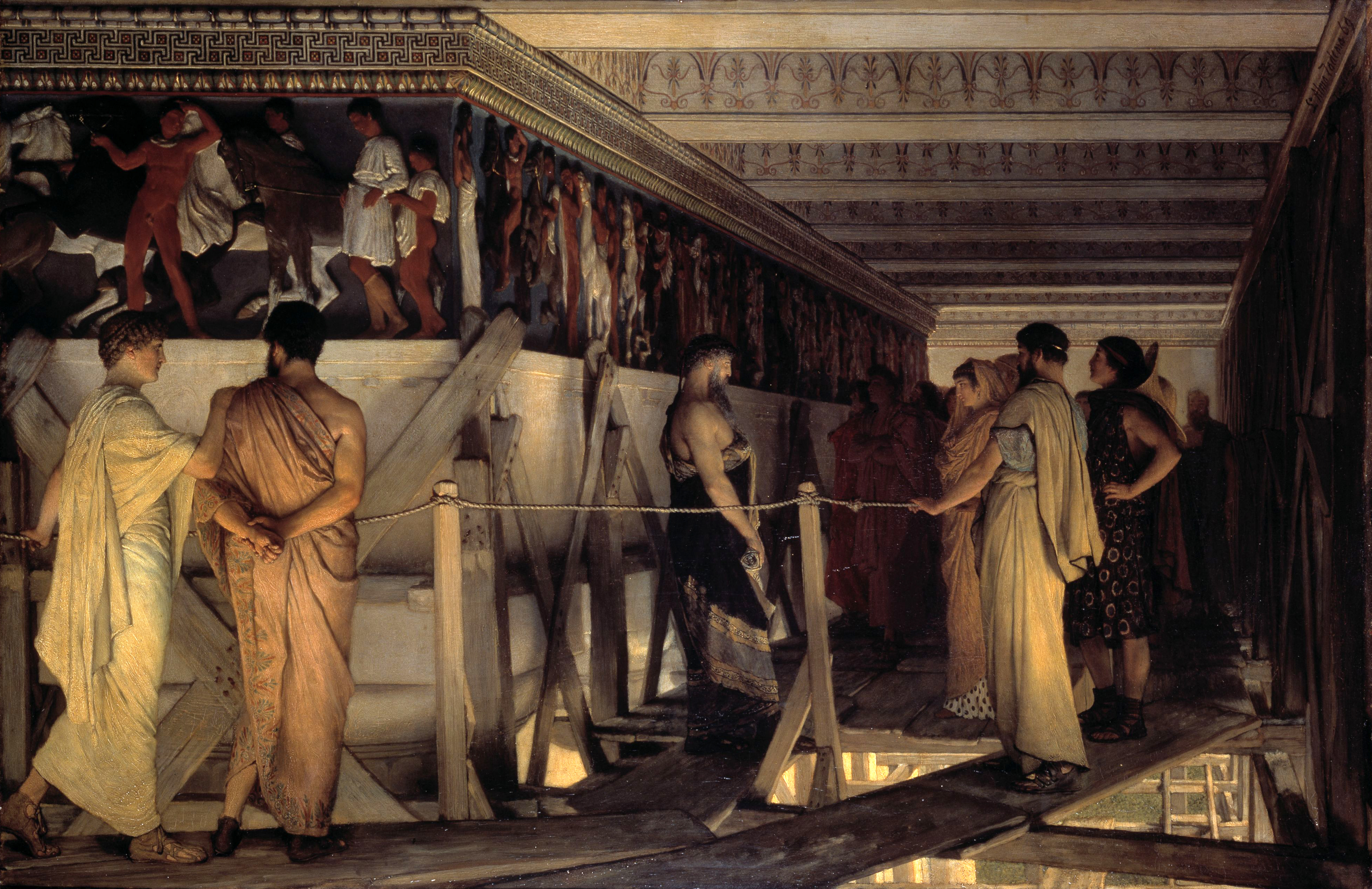
ローレンス・アルマ＝タデマ画『フェイディアスとパルテノン神殿のフリーズ』1868年

### フリーズ
パルテノン神殿が持つ最も特徴的な装飾は、胞室の外壁を取り囲むイオニア式のフリーズである。これら浅い浮かし彫りのフリーズは、入れられた日付によると紀元前442年から紀元前438年に据えられた。
ある解釈によると、これはケラメイコスにあるデイピュロンの二重門 (Dipylon Gate)を出発しアクロポリスまで行進するパンアテナイア祭 (en)の様式化された姿を写したと言われる。この祭りは毎年開かれたが、特別な大祭が4年に1度催され、その際にはアテナイ人に外国人も加わり女神アテーナーへ生贄と新調されたペプロス（高貴な家柄から選ばれた「アレフォロス」と呼ばれる7-11歳の少女2-4人を中心に、「エレガスティナイ」と呼ばれる年長の少女たちが手助けし9ヶ月かけて織られたドレス）の奉納が行われた。
最近、ジョーン・ブルトン・コネリー(en)が異なる解釈を提案した。これによると、フリーズのテーマにはギリシア神話が基礎にあり、エレクテウスの最も年少の娘パンドーラーがアテーナーへ捧げられる故事を描いたという解釈を試みている。この人身御供の描写は、エレウシスの王エウモルポスがアテナイを攻めるため軍を集結した際、都市を守護するアテーナーの求めがあったと考えている。

### ペディメント
2世紀の旅行者パウサニアスは、アクロポリスを訪れた際に見たパルテノス神殿について、女神の金と象牙の像を書きつつ、ペディメント（切り妻型屋根の破風部）の短い記録も残した。
ペディメントの製作は紀元前438年から紀元前432年わたって行われた。これらパルテノン神殿の彫刻はギリシア古典芸術の傑作であり、剥き出しの、または薄いキトンを通してなお明瞭に体躯を感じ取らせつつ、脈々と表現された筋肉によって描き出された活力みなぎる肉体の自然な動きを表現している。神々と人間の区別は、理想主義と自然主義のふたつを概念的に相互作用させる中でぼやかされつつ、彫刻家の手によって石に刻み込まれた。しかし、このペディメントは現在に伝わっていない。

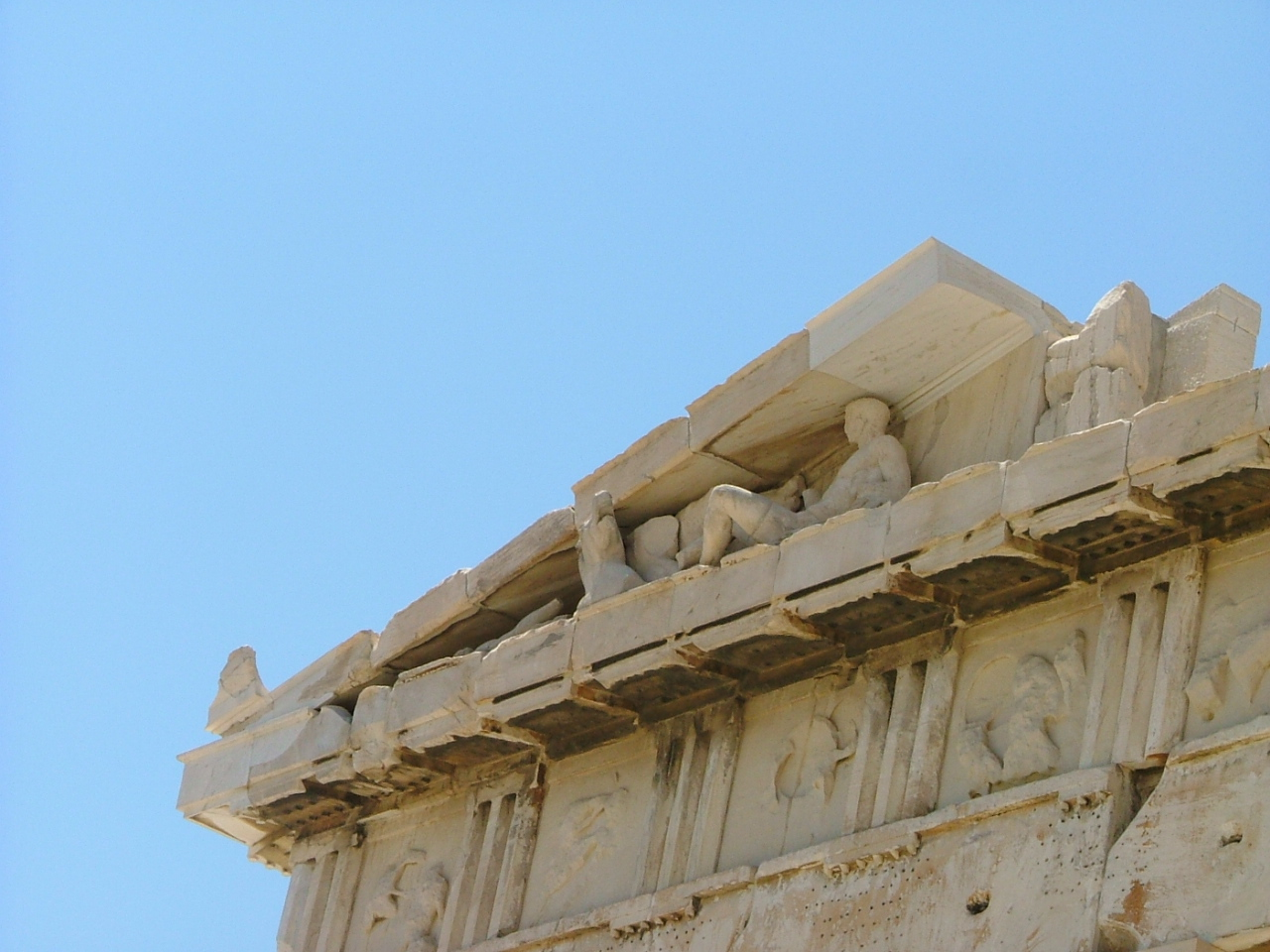
現在も見られる東ペディメントの一部

#### 東ペディメント
神殿の正面に当たる東ペディメントには女神アテーナーがゼウスの頭部から誕生した物語を描写する。ギリシア神話によると、激しい頭痛に悩まされたゼウスが苦痛を和らげるために火と鍛冶の神ヘーパイストスに命じて槌で頭を叩かせた。するとゼウスの頭が裂け、中から鎧兜を纏った女神アテーナーが飛び出した。この情景を東ペディメントは描写している。
この東ペディメントは教会に転用された際に改築のため破壊されていたが、1674年にジャック・カレイ(en)が写生を残していた。そして、再建時はこれを元に推測や想像が加えられた。アテーナー誕生の出来事では、ゼウスとアテーナを中心に、ヘーパイストスやヘーラーなど主だったオリンポスの神々が周りを取り囲んでいなければならず、カレイの絵を中心に南北に配列を加えて再建が行われた。

#### 西ペディメント
プロピュライア（正門）に面する西ペディメントは、アテーナーとポセイドーンが都市の守護者たる立場を争った姿が表現されている。二柱の神は中央で対峙し、反らせたお互いの体躯を中心に対称を成す。向かって左の女神はオリーブの枝を、右の海神は地球を打ち据える三叉の槍をそれぞれ手に持ち、チャリオットを牽く荒々しい馬と、アテナイ神話の個性を備えた軍団が従いながら、破風の鋭角な面を埋めている。

### アテーナー・パルテノス像
ペイディアス作と判明しているパルテノン神殿の彫像は、唯一ナオス（本殿）に納められたアテーナー像だけである。これは大きな金と象牙の彫像であったが現在は失われ、その写しや壷の絵、宝石のカット、硬貨の意匠および文章で表現された内容しか残っていない。

## 古パルテノン
アテネのアクロポリス神域の開闢は非常に古く、新石器時代に遡る築壁、ミケーネ時代の城壁跡が発見されている。ここへアテーナー・パルテノスの聖域を設けようという試みは、マラトンの戦い（紀元前490年-紀元前488年）勃発の頃に行われた。これは、いつ作られたか定かでないオリーブの木で彫られたアテーナー・ポリアスの像を祭った古風な神殿の横にあったヘカトンパイオンという建物を取り替えて建てられた。この「古パルテノン」と言える神殿は紀元前480年にアケメネス朝ペルシアがアテナイを占拠し際にアクロポリス全体とともに完全に破壊されるが、その時点で未だ建設中だった。この古パルテノンの建築と破壊はヘロドトスも伝え、円柱の一部はエレクテイオン北側の幕壁に、眼に見える形で流用された。1885年から1890年にかけて、Patagiotis Kavvadiasが行った調査で古パルテノンの遺構が見つかり、存在が確認された。ヴィルヘルム・デルプフェルトが主導し、ドイツ考古学研究所 (German Archaeological Institute) が指揮を執ったこの発掘では、デルプフェルトが「パルテノンI」と呼ぶ元々の古パルテノンの基礎部分が、現在のパルテノン神殿とずれた位置にあることを発見し、従来の定説に訂正を加えた。デルプフェルトの調査によると、古パルテノンは3段の基礎があり、2段は土台と同じポロス島の石灰岩が用いられているのに対し最上段はKarrhaの大理石が使われ、これは後に覆われペリクレス時代のパルテノン神殿の基礎段となった。ただしこれは規模が小さく北方向にずれており、現在のパルテノン神殿が旧来の建物をすっぽりと覆いつつ全く新たに建設された事を示す。発掘に関する最終報告ではより複雑な図が示され、この基礎が執政官キモン時代の壁と同じ時代のものであり、それらは古パルテノン建設後期のものである可能性を示した。
古パルテノンが紀元前480年に破壊されたのならば、再建されるまで33年もの間崩れたまま放置されていたのか疑問が持たれた。これについて、紀元前479年のプラタイアの戦いを前に行われた「ペルシア人の暴虐を忘れないために、破壊された聖域は再建しない」というギリシア同盟による宣誓が影響する合意があった。紀元前450年のカリアスの和約成立でアテナイ人はこの宣誓を無効にすることができたが、それまで再建に取り掛かれなかった理由には、ペルシアの侵攻に抗っていたため財政的余裕が無かったというありふれた背景もあった。しかし、バート・ホッジ・ヒルが行った発掘から、キモン在任の紀元前468年以降の時代には「2つ目のパルテノン（パルテノンⅡ）」が存在したと考えられる。ヒルの主張では、デルプフェルトが発見した「パルテノンI」最上段に当たるKarrha大理石は、「パルテノンⅡ」3段の1番下に当たり、その基壇が敷設された面は23.51×66.888m（77.13フィート×219.45フィート）になると計算した。
1885年の発掘では、掘り起こし手段が慎重さに欠けた上にリファイリングも雑だったため多くの重要な証拠が失われてしまい、考古学の順序だて法(en)では古パルテノンの時代認定は明瞭にできなかった。1925年から1933年にかけて、B.グラーフとE.ラングロッツはアクロポリスから出土した陶器の破片を研究し、2巻の論文を著した。これに影響されたアメリカの考古学者ウィリアム・ベル・ディンスムーア(en)は、神殿基盤の年代特定と、アクロポリスの盛土の下に隠されていた5つの壁に関する研究を発表した。ディンスムーアは「パルテノンI」の建設年を最も早くとも紀元前495年とし、デルプフェルトの考えと矛盾する結論を導いた。さらにディンスムーアは、デルプフェルトが定義したペリクレス時代の「パルテノンⅡ」以前に神殿は2つあったと主張した。1935年の『American Journal of Archaeology』にて、ディンスムーアとデルプフェルトの2人は意見を交換し合っている。

## 役割
古代において、宗教的建造物は高台に立てられることが多く、それは権威を高める効果をもたらした。パルテノン神殿はその典型と言え、アクロポリスの丘からは紀元前8世紀頃の青銅製トリポット等奉納品が出土し、同じく出土した碑文から紀元前6世紀頃には青銅や大理石の奉納像が据えられていた。紀元前5世紀における再建は、当時ペルシャへ対抗するギリシア諸都市国家の中核を占めるアテナイの威信を知らしめす役割を担ったものだった。この思想は、神殿の中心に信奉する女神アテナを置き、その四方に異民族や化物ら野蛮な周辺部族を制圧するモチーフを配した全体の構図に表され、ギリシア的支配構造とアテナイの優位性を象徴している。
そして、パルテノン神殿は対ペルシア戦勝記念の性格も持ち、バルバロイに対するギリシアの勝利を記念する機能もあった。西側メトープのアマゾネスとの戦いは過去から使われるアクロポリスでは一般的なモチーフだが、パルテノン神殿のそれは攻め込むアマゾネスからアテナイを防衛する情景が描かれている。その他の彫刻類も様々な神話上の敵との戦いを描き、これらは異民族であるペルシアとの戦闘と文明たるギリシアの勝利を象徴している。
その一方で、必ずしも現代的な用語「神殿」で想起される機能だけを担っていた訳ではない。建物内に小さな建屋を備えて古来からのアテーナー・エルガネ (Athena Ergane) を祀る聖域が発見されても、都市の守護者アテーナー・ポリアス (Athena Polias) の崇拝の場では無く、ペプロスを着てオリーブのクソアノン(en)を持つ女神の宗教的イメージはアクロポリス北側の古い祭壇で祀られた。そして、パルテノン神殿は本質的に宝物庫として利用された。

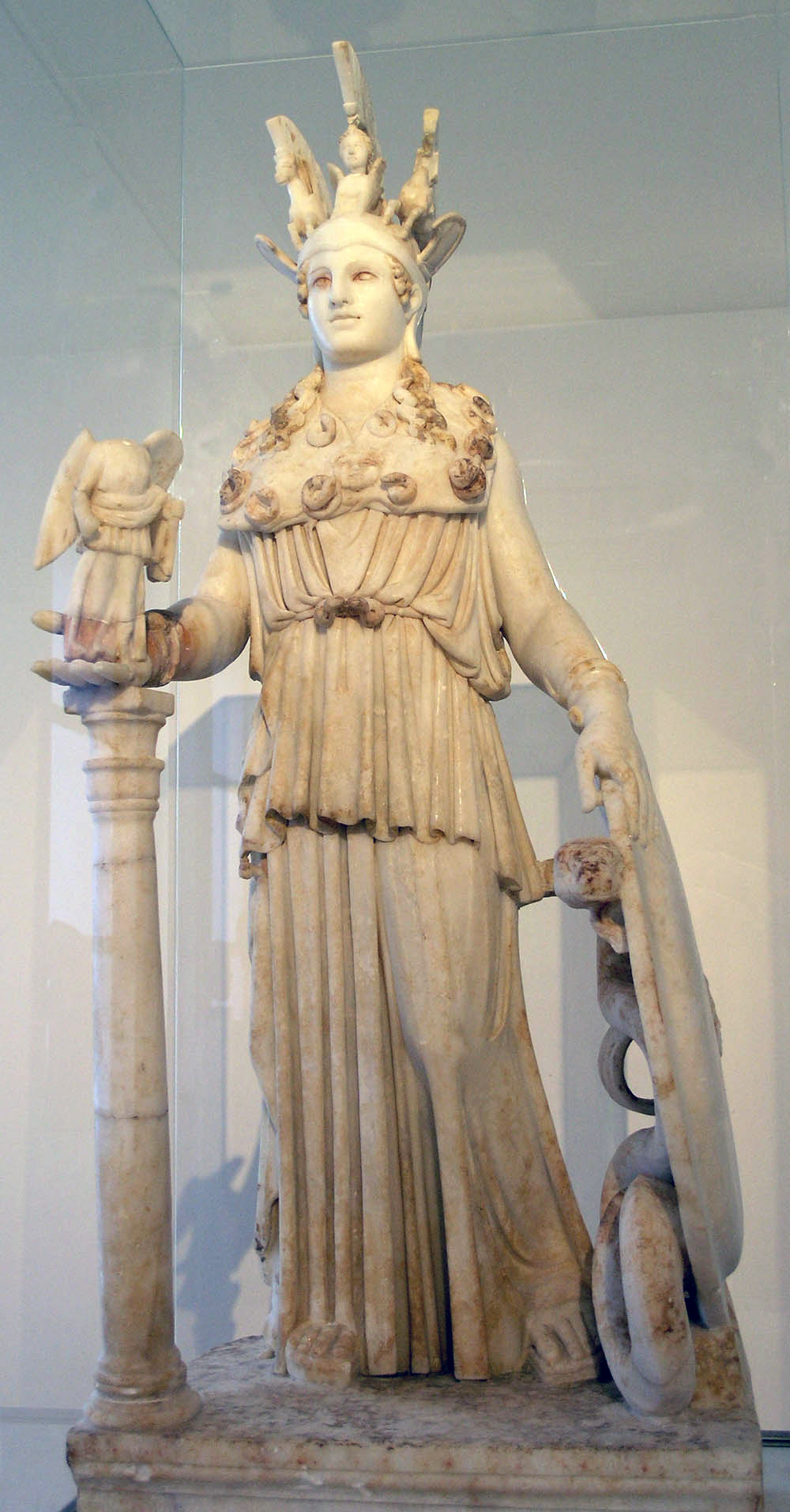
ヴァルヴァキオン・スクール(en)近郊で発見された、アテーナーの奉納像。2世紀頃のローマ時代のアテーナー・パルテノス像を再現していると思われる。 アテネ国立考古学博物館蔵

ペイディアスが奉納した巨大なアテーナー像もまた、崇拝の対象ではなく、いかなる宗教的な盛り上がりも記録されていない。いかなる司祭も祭壇も無く、礼賛する名称も無い。トゥキディデスによると、ペリクレスはこの像を「金の蓄え」と呼び、「移動可能な40タレントの純金を含む」と言ったと伝える。アテナイの政治家は、金は当時の鋳造技術でいつでも取り出すことができ、その行為は別に信心に反するものではないとほのめかした。ただし、このアテーナー像は甲冑を脱ぎ、左手はよもや盾を掲げず下げたままに任せながら、右の掌に勝利の女神ニーケーを載せている。これは勝利で終えた戦いを象徴し、戦勝記念の一環である要素が反映している。
このような点は、パルテノン神殿がただの崇拝の対象や戦勝の記念だけでなくペイディアスが奉納したアテーナー像の壮大な収納殿と見なすべき点もある。そして同時に、紀元前454年にデロスからアテナイへ移されたデロス同盟の基金を保管する部屋も備え、国庫という機能も持った。

## その後の歴史

### ヘレニズム影響下のパルテノン
紀元前4世紀に入ると、アテナイはアレクサンドロ大王のマケドニア王国によるヘレニズム文化の影響下に入る。ギリシア文化を後継したヘレニズム時代の王たちは、パルテノン神殿を尊重しつつも自らの王位を権威づける場として用いた。紀元前1世紀にベルガモン国王は神殿に彫刻群を奉納したが、その中にはガリア人との戦いを描いたものが含まれていた。さらに後のローマ皇帝ネロのパルティア戦争をモチーフとした彫刻がアテナイ人によって加えられた。これらは、ヘレニズムやローマ帝国がギリシアの後継者たることを知らしめる目的を持っていたが、それゆえにパルテノン神殿は保たれる結果に結び付いた。
ペルシア撃退を記念したパルテノン神殿だが、その後のゲルマン人侵入による被害を受ける事もあった。アテナイは267年にヘルリア族、396年には西ゴート族に包囲されたが、このいずれかの戦闘でパルテノン神殿は放火され木製の梁が焼け落ちるなど被害を受けた。その後、ローマ皇帝の命で神殿は修復されるが、それは旧来の姿へ完全に戻すものではなく、屋根は部分的にしか架けられず、柱もヘレニズム的なものへ変わった。

### キリスト教会堂

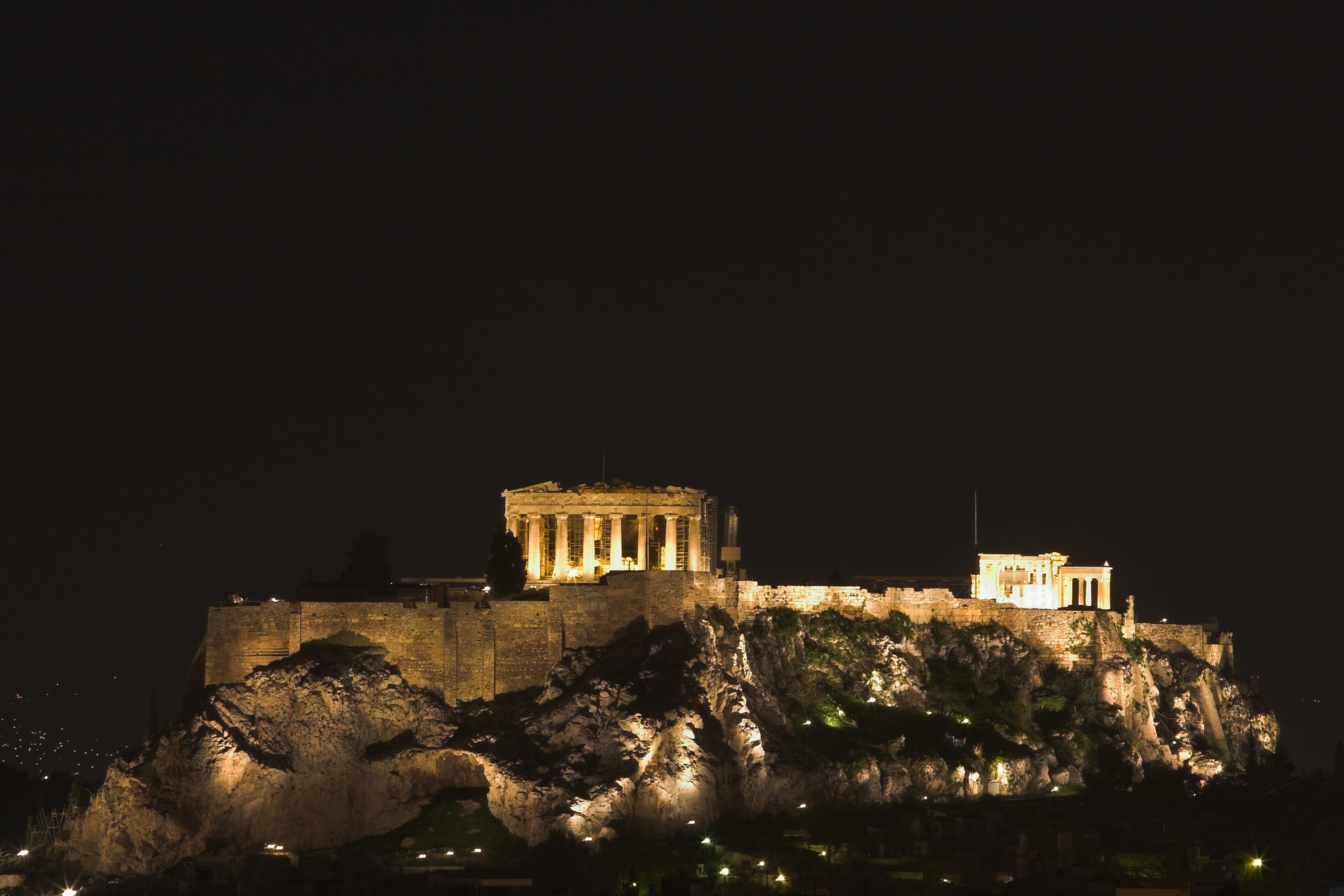
パルテノン神殿の夜景

この後の東ローマ帝国時代、パルテノン神殿はその機能を大きく変ずることになる。5世紀に入るとバンアテナイア祭は廃れ、同世紀末頃にはアテーナー・パルテノス像がキリスト教信奉者らと思われる勢力によって持ち出され所在不明となる。そして6世紀から7世紀頃、神殿は童貞女マリヤ聖堂に変えられ、コンスタンティノープル、エフェソス、テッサロニキに次ぐ4番目に重要な巡礼地となった。この改築で内陣の壁は一部が壊されて通路とされ、逆に建物東の門は壁で塞がれた。1018年にはバシレイオス2世が第一次ブルガリア帝国との戦争に勝利した記念に、パルテノン神殿に参拝するためアテナイへ直に巡礼した。中世には生神女聖堂とされた。
ラテン帝国の時代には、聖母マリア(en)のカトリック教会として250年間使用された。神殿は改築を受け、内部の円柱や胞室の壁の一部が取り払われ、建物の東端にはアプスが増築された。之に付随し、彫刻のいくつかが外されて行方知れずとなった。このように、神を祭る様式がクリスチャンのものへ変更される中、パルテノン神殿は破壊され、変容が加えられた。

### オスマン朝のモスク
1456年、アテナイはオスマン帝国の占領下に置かれた。すると今度は、パルテノン神殿はモスクに改築された。オスマン帝国は領地の遺跡には一定の敬意を払い無分別な破壊を行わなかったが、それは保全に努めたという事ではなく、戦時に防壁や要塞を建設するために遺跡の石材などを流用することもあった。さらにパルテノン神殿にはミナレットが増築され、その神殿に相当する高さの階段は今でも残ったまま、円柱の台輪を隠してしまっている。しかし、オスマン帝国は神殿そのものには変更を加えず、17世紀のヨーロッパ人訪問者はアクロポリスの丘に残る他の建築物ともども手付かずのままに置かれていることを証言した。

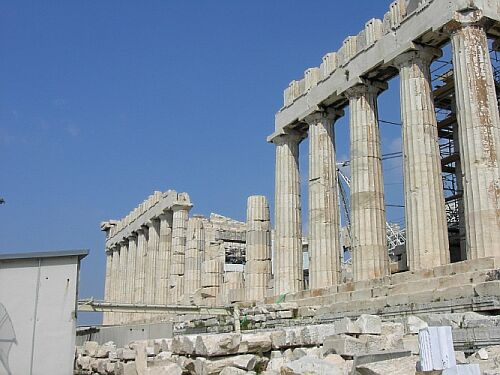
パルテノン神殿南側の情景。1687年の爆破で損傷を受けたと推測される箇所。

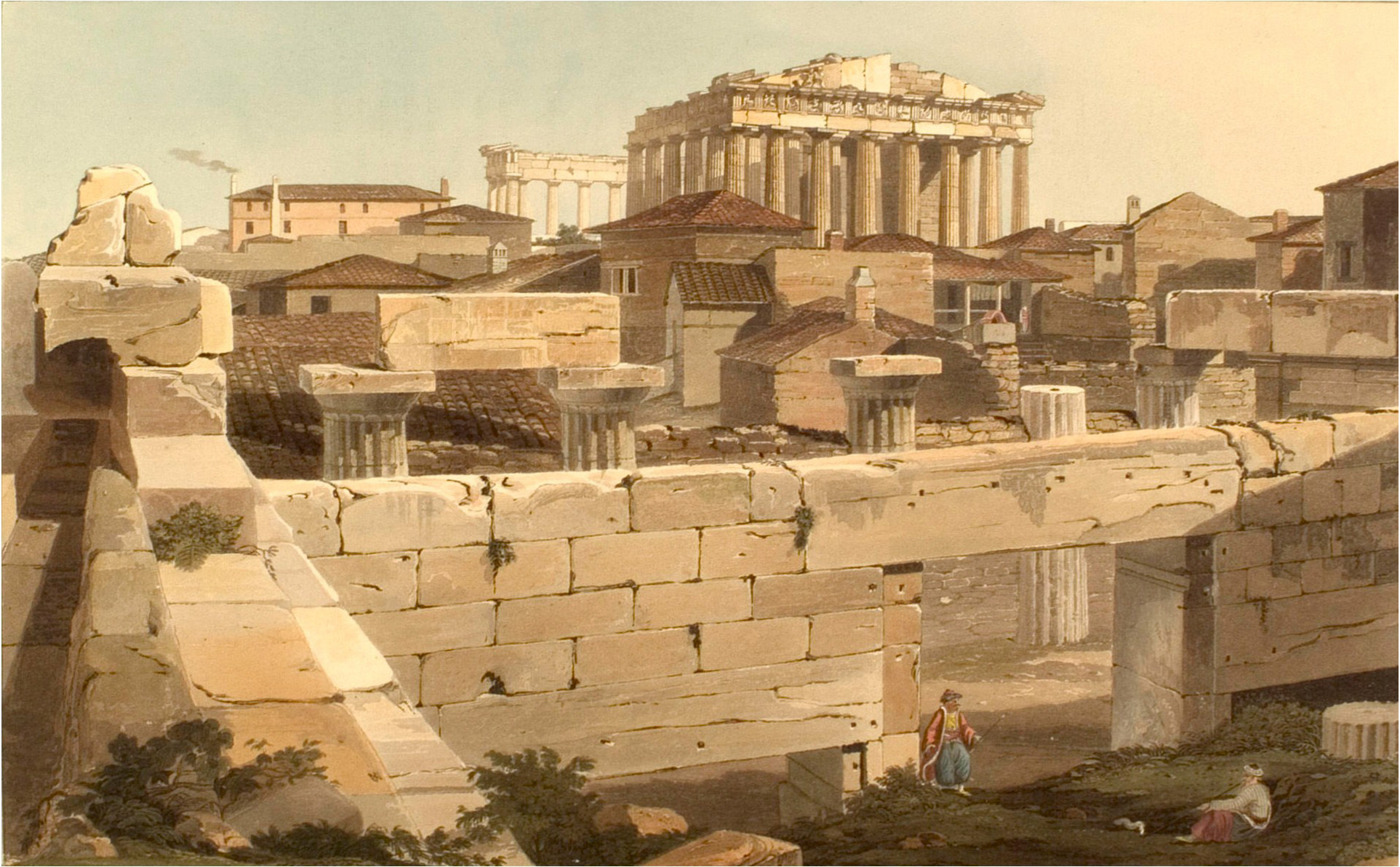
エドワード・ドッドウェル(en)画『View of the Parthenon from the Propylea』。1821年にロンドンで出版された『Views in Greece』の一葉で、遺跡の間に住居が立ち並ぶ当時のアクロポリスを描いた。

### 爆破

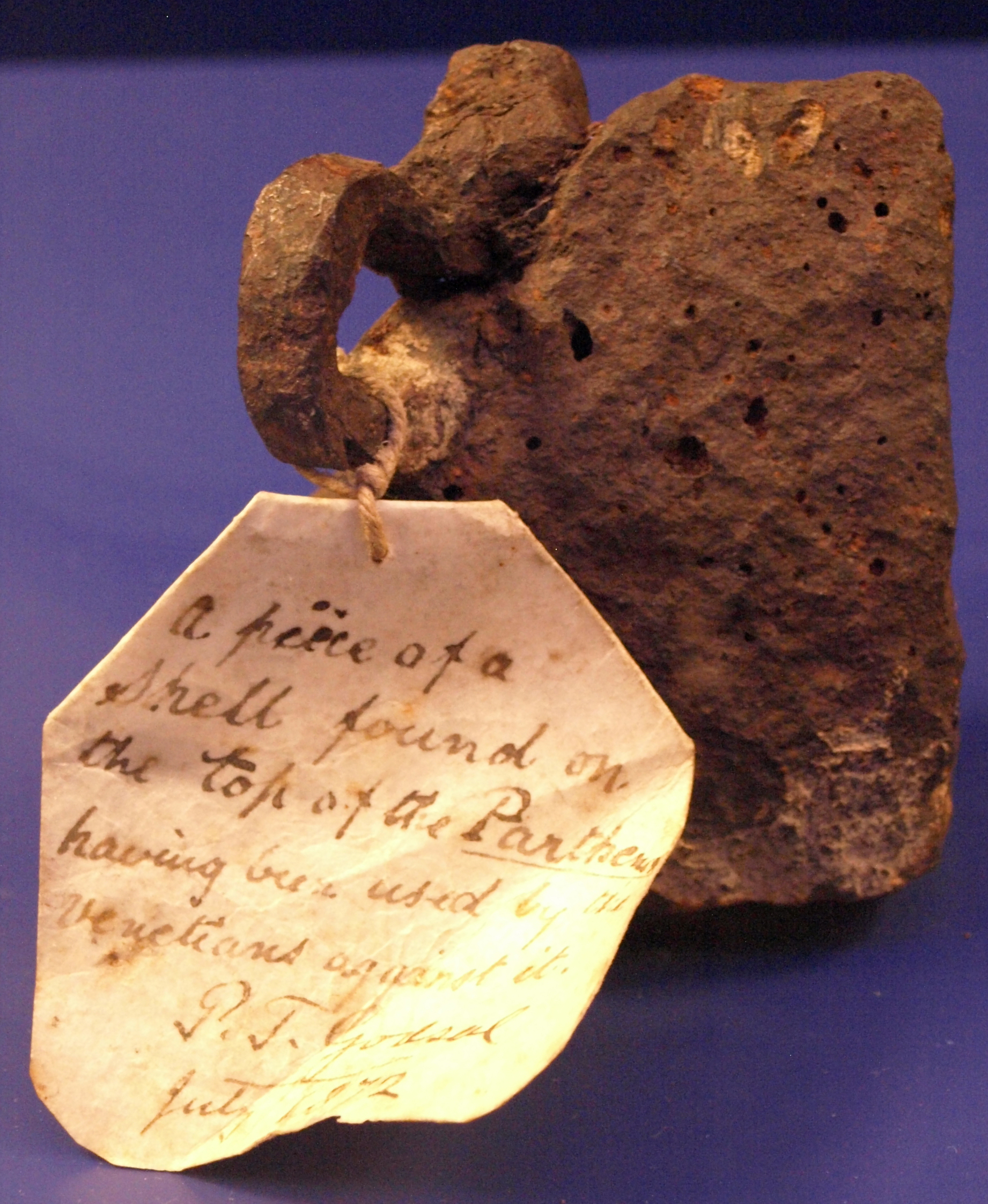
パルテノン神殿の壁の破片。ヴェネツィアの攻撃で受けた被害によるものと思われる。

1687年、神聖同盟に加盟したヴェネツィア共和国とオスマン帝国が戦い（大トルコ戦争）、フランチェスコ・モロジーニ率いるヴェネツィアがアテナイを攻撃した際、パルテノン神殿は最大の破壊を被る。オスマン帝国はアクロポリスを要塞化し、神殿を弾薬の貯蔵庫とした。ヴェネツィアとの戦争の際にはここに女や子供を避難させたが、これはヴェネツィア側が神殿を敬い攻撃を加えないだろうと期待した対応だった。しかし9月26日、ヴェネツィアの臼砲がフィロパポスの丘から砲撃を加え、パルテノン神殿の弾薬庫が爆発、神殿は一部が破壊された。神殿の内部構造は破壊され、屋根部分の遺構も崩れ、柱も特に南側のものが折られた。彫刻の被害は甚大で、多くが壊され地面に落ちた。モロジーニは剥落した彫刻類を戦利品として略奪し、後に組み直された。この結果、彫刻が飾られていた際の配置は、1674年にジャック・カリーが描いた絵から推し量ることしかできなくなった。この後、アクロポリスの多くの建物は打ち捨てられ、小さなモスクだけが建てられた。
18世紀になるとオスマン帝国は停滞状態となり、その結果ヨーロッパ人がアテナイを訪問する機会が増えた。パルテノン神殿のような美観の絵が数多く描かれ、ギリシアに対する愛着（ギリシア愛(en)）が沸き起こり、イギリスやフランスでギリシア独立の世論が高まった。ディレッタンティ協会の任を受けて考古学者のジェームズ・スチュアート(en)とニコラス・リヴェット(en)がアテナイに入ったのはそのような動きの初期に当たる。彼らはアテナイの遺跡群を調査し、1781年にはパルテノン神殿を実測した最初の資料を作成して『Antiquities of Athens Measured and Delineated』第2巻に収録した。1801年、イギリスの駐コンスタンティノープル大使エルギン伯トマス・ブルースは、アクロポリス遺跡の型取りと図面の作成、およびその作業に必要ならば近年の建築物を壊す事、そしてそれらを持ち出すことを認めるfirman（勅令）をスルターンから得た。この勅令は原本が残っていないため疑わしい面もあるが、エルギン伯は見つけ出した彫刻類の持ち出しが認められたとこれを拡大解釈した。住民を雇い入れ、建造物から彫刻類を引き剥がし、若干のものを拾い、また住民から買い入れるなどの手段で集めた。このために建物は深刻な損傷を受け、さらにイギリスへ輸送するに当たって軽くするために剥ぎ取ったフリーズのブロックを半分に裂いてしまった。これらイギリスに渡った彫刻類はエルギン・マーブルと呼ばれる。

### ギリシアの独立
1832年、ギリシアは独立を果たした。パルテノン神殿のミナレットは目につく部分が取り壊され、続いてアクロポリスに建つ中世とオスマン帝国の建造物はことごとく除かれた。そして、残っていた建築資材を用いて復元が行われた。そのような中、胞室に設けられていた小さなモスクはJoly de Lotbinièreが撮影した写真が残り、1842年に出版されたアクロポリスを被写体にした初の写真集『Excursions Daguerriennes』で伺うことができる。
その後アクロポリスはギリシア政府が直轄して管理する歴史的地区に定められた。現在では毎年何百万人もの観光客が訪れ、再建されたプロピュライアを抜け、パルテノン神殿へ至るパナテナイック通りを歩き、アクロポリスの西側の小道を散策することができる。これら立ち入ることが出来る場所は低い柵で区切られて、遺跡が傷まないよう配慮されている。

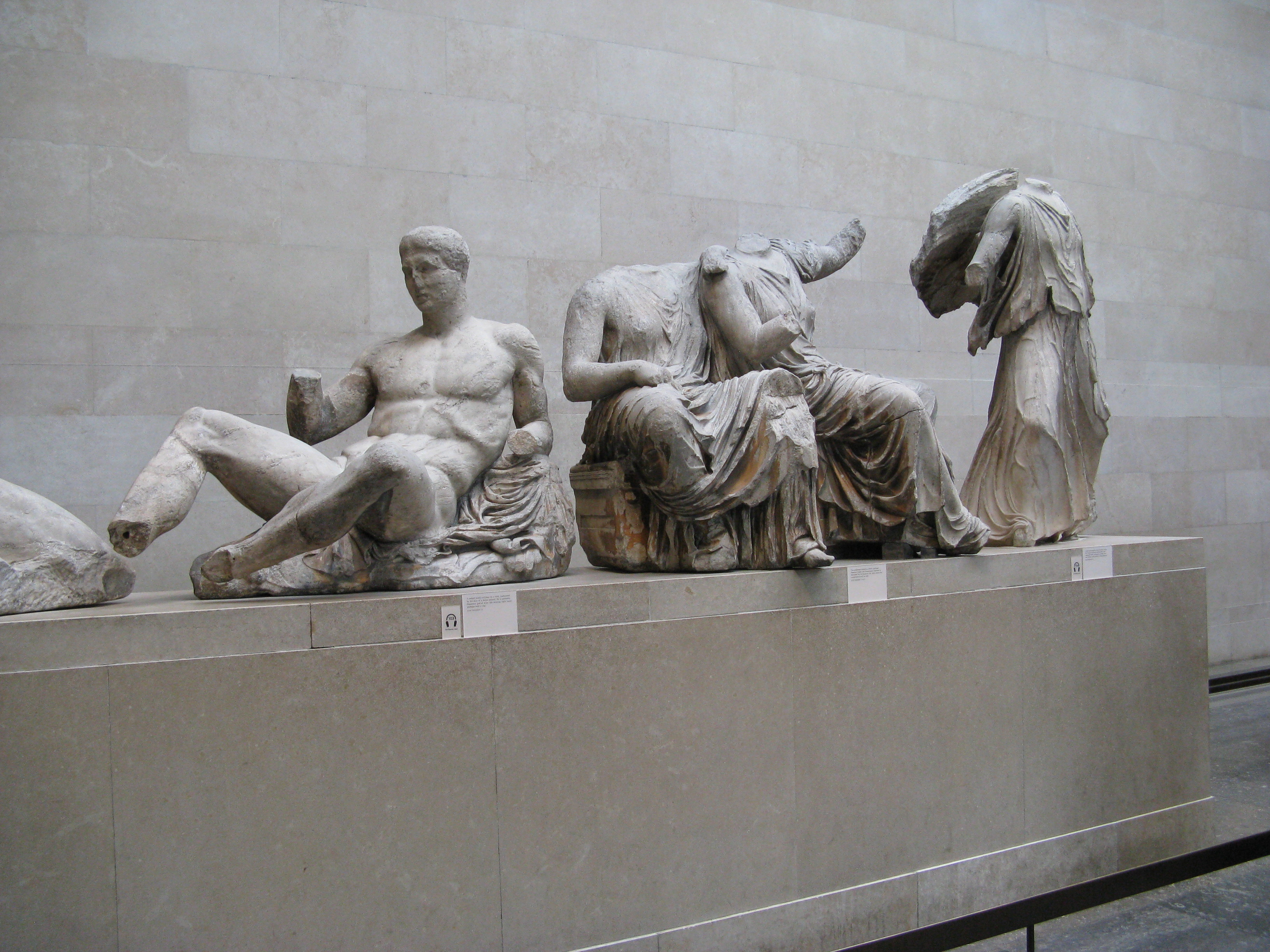
大英博物館に蔵されているパルテノン神殿の等身大ペディメント彫刻

### マーブル返還問題
一方、エルギン伯が持ち去ったパルテノン神殿のマーブルは大英博物館に現存する。その他にも、神殿の彫刻はパリのルーヴル美術館、コペンハーゲンなどにも保存されているが、現在所有点数が最も多いのは2009年6月20日に開館したアクロポリス博物館である。神殿の建物自体にも若干の彫刻が残っている。
1983年以降、ギリシア政府は大英博物館に対して彫刻を返還するよう求めている。しかし博物館側はこれを明確に拒否しており、その背景には法律上の問題を重視するイギリス政府の意向がある。そのような中2007年5月4日にギリシアとイギリスは前文化相同士がロンドンで、法律顧問を同席し会談の場を持った。それはここ数年における意義深いもので、将来へ何らかの解決が見出されることを期待されている。

## 再建
1975年、ギリシア政府はパルテノン神殿などアクロポリスの建造物の修復へ本格的に乗り出し、幾許かの遅れがあったが1983年にアクロポリス博物館の維持運営を担う委員会が設立された。後に計画には欧州連合が資金的・技術的支援を提供した。考古学委員会はアクロポリスに残る文化遺跡を徹底的に記録し、建築家がコンピューターを導入して本来の位置を解析した。特に重要で壊れやすい彫刻類はアクロポリス博物館に移された。マーブルブロックを吊り上げるクレーンも、使用しない時には目立たないように屋根の勾配に沿って折り畳めるものが導入された。
修復作業を通じ、過去に行われた補修が適切さに欠けていたところも発見された。これらは取り除かれ、慎重に回復が行われている。ブロックの固定には腐食を防ぐために鉛のコーティングが施された鉄製のH型金具が元々は用いられていたが、19世紀の補修ではこのようなコーティングが為されなかったため錆など腐食によって金具が膨張し、大理石を割ってしまうなど損傷を拡大させていた。そのため、金属製器具は強さと軽さを兼ね備え、腐食にも強いチタンが用いられるようになった。
パルテノン神殿を1687年以前の形に復元することは事実上難しいが、爆破による損傷はできるだけ軽減される。特にアテナイは地震が起こる地区であるため構造の欠陥を補強することや、円柱や楣石の欠けた箇所を大理石セメントで丁寧に埋めることが行われている。このように、大理石はかつてと同様にペンテリコン山から切り出されてほとんど全ての主要部分に用いられながら、必要に応じて近代的な材料が投入されつつ再建は行われている。

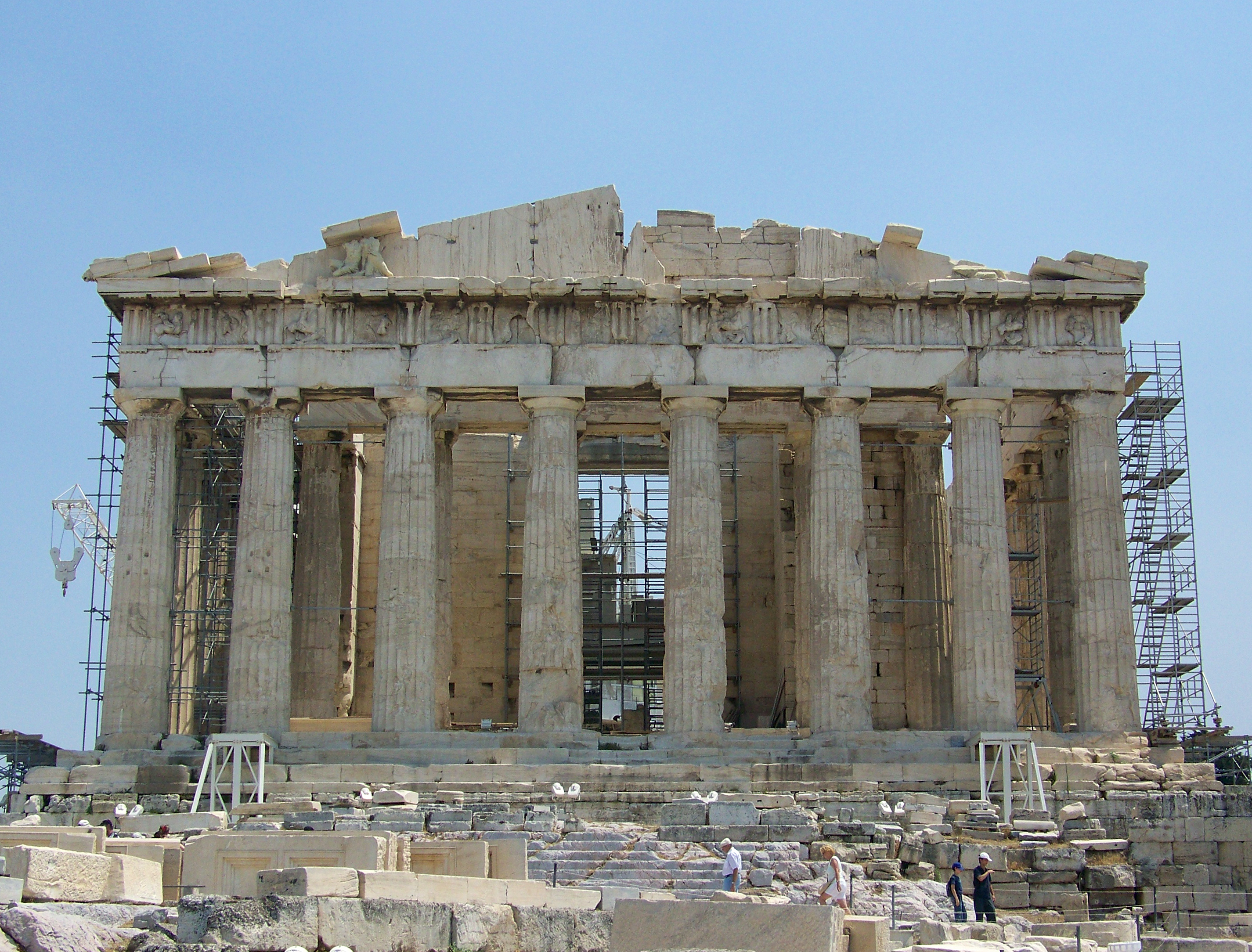
補修作業、2008年
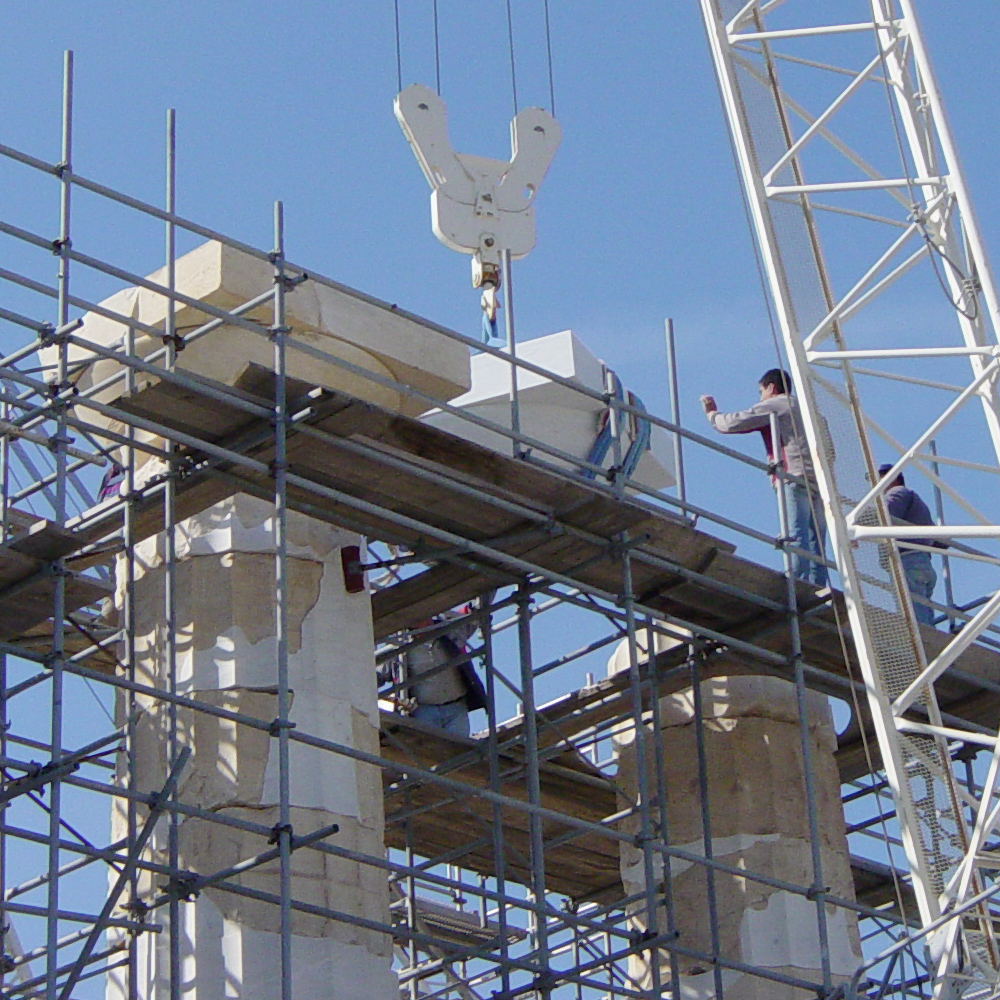
構造安定性を高めるための作業（工事中）、2007年
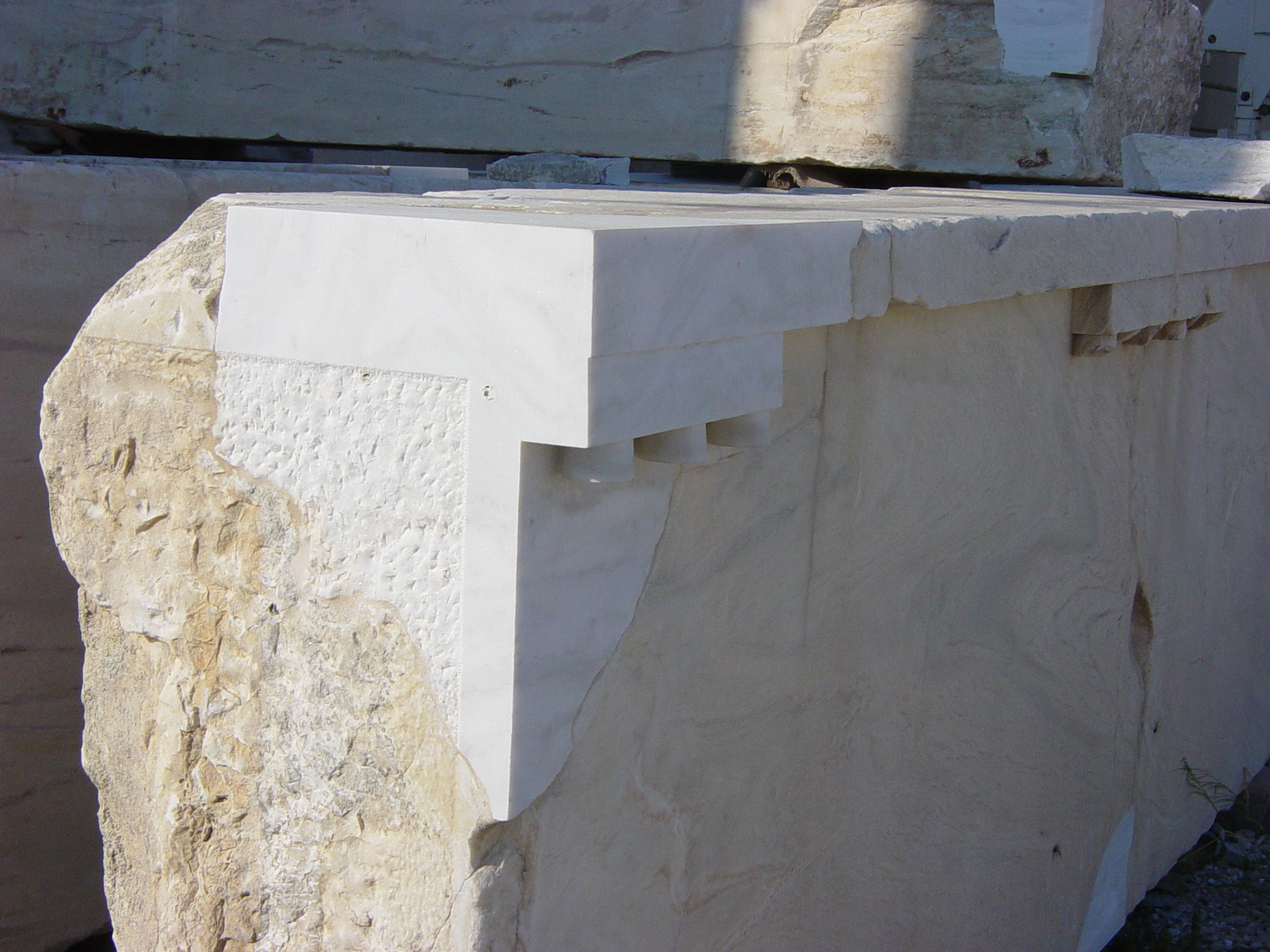
補修中の箇所

### 文献
- 栗原麻子 (2001年). “2.ヨーロッパの都市 アテネ”. 世界遺産と都市. 奈良大学文学部世界遺産コース編. 風媒社. ISBN 4-8331-4029-2
- 佐藤達生 (2005年). 図説 西洋建築の歴史 美と空間の系譜. 河出書房新社. ISBN 4-309-76069-4
- 周藤芳幸、沢田典子 (2004年). 古代ギリシア遺跡事典. 東京堂出版. ISBN 4-490-10653-X
- Burkert, Walter (1985年). Greek Religion. ハーバード大学出版局. ISBN 0-674-36281-0
- Connelly, Joan B. (1996-01-01). “Parthenon and Parthenoi: A Mythological Interpretation of the Parthenon Frieze”. American Journal of Archaeology 100 (1):  53. doi:10.2307/506297 2007年4月23日閲覧。.
- Frazer, Sir James George (1998年). “The King of the Woods”. The Golden Bough: A Study in Magic and Religion. オックスフォード大学出版局. ISBN 0-192-83541-6
- Hurwit, Jeffrey M. (2000年). The Athenian Acropolis: History, Mythology, and Archeology from the Neolithic Era to the Present. ケンブリッジ大学出版局. ISBN 0-521-42834-3
- Hurwit, Jeffrey M. (2005年). “The Parthenon and the Tample of Zeus at Olympia”. In Judith M. Barringer, Jeffrey M. Hurwit, Jerome Jordan Pollitt. Periklean Athens and Its Legacy: Problems and Perspectives. テキサス大学出版局. ISBN 0-292-70622-7
- Neils, Jenifer (2005年). The Parthenon: From Antiquity to the Present. ケンブリッジ大学出版局. ISBN 0-521-82093-6
- "Parthenon". Encyclopaedia Britannica. 2002年.
- Pelling, Christopher (1997年). “Tragedy and Religion: Constructs and Readings”. Greek Tragedy and the Historian. オックスフォード大学出版局. ISBN 0-198-14987-5
- Tarbell, F.B. A History of Ancient Greek Art. online
- Whitley, James (2001年). “The Archaeology of Democracy: Classical Athens”. The Archaeology of Ancient Greece. ケンブリッジ大学出版局. ISBN 0-521-62733-8

### オンライン資料
- “Greek Premier Says New Acropolis Museum to Boost Bid for Parthenon Sculptures”. International Herald Tribune. (2006年10月9日) 2007年4月23日閲覧。
- “Parthenon” (英語). Online Etymology Dictionary. 2007年5月5日閲覧。
- “Talks Due on Elgin Marbles Return”. BBC News. (2007年4月21日) 2007年4月23日閲覧。
- Ioanna Venieri. “Acropolis of Athens - History” (英語). Acropolis of Athens.  Οδυσσεύς. 2007年5月4日閲覧。

## 読書案内
- Beard, Mary. The Parthenon. Harvard University: 2003年. ISBN 0-674-01085-X.
- Cosmopoulos, Michael (editor). The Parthenon and its Sculptures. Cambridge University: 2004年. ISBN 0-521-83673-5.
- Holtzman, Bernard (2003年) (French). L'Acropole d'Athènes : Monuments, Cultes et Histoire du sanctuaire d'Athèna Polias. Paris: Picard. ISBN 2-7084-0687-6
- Papachatzis, Nikolaos D. Pausaniou Ellados Periegesis- Attika Athens, 1974年.
- Titi, Catharine. The Parthenon Marbles and International Law. Springer: 2023年 ISBN 978-3-031-26356-9
- Tournikio, Panayotis. Parthenon. Abrams: 1996年. ISBN 0-8109-6314-0.
- Traulos, Ioannis N.  I Poleodomike ekselikses ton Athinon Athens, 1960年 ISBN 960-7254-01-5
- Woodford, Susan. The Parthenon. Cambridge University: 1981年. ISBN 0-521-22629-5.
- King, Dorothy "The Elgin Marbles" Hutchinson / Random House, January 2006年. ISBN 0-09-180013-7
- Queyrel, François Le Parthénon, Un monument dans l'Histoire. Bartillat, 2008年. ISBN 978284100-435-5.

## 関連項目

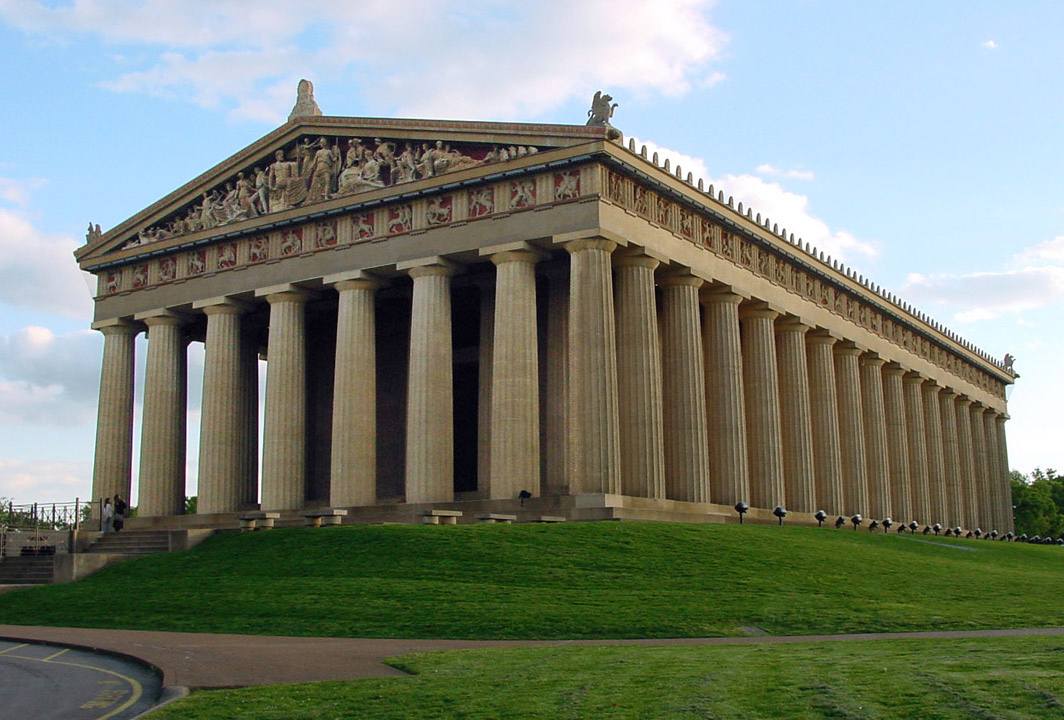
テネシー州ナッシュビルのパルテノン神殿